# Pakemitankidul
Pakemitankidul is een bestuurslaag in het regentschap Tasikmalaya van de provincie West-Java, Indonesië. Pakemitankidul telt 6027 inwoners (volkstelling 2010).